# Valea Nucarilor
Valea Nucarilor est une commune du județ de Tulcea en Roumanie.